# ساکور
ساکور یک میراث فرهنگی ثبت شده در میراث جهانی یونسکو است که در تپه بالای روستا از ساکور در ایالت اداماوا از نیجریه قرار دارد و در کوهستان ماندارا، نزدیک مرز با کامرون واقع شده‌است. ساکور اولین منظره فرهنگی آفریقا است که کتیبه ای در فهرست میراث جهانی به دست آورده‌است.

## ریشه‌شناسی
"ساکور" به معنای "انتقام" در زبانهای مارگی و لیبی است. این همچنین به معنای "feuding" در زبان بورا است که در بین مردم Sukur رخ داده‌است.